# سهارسا
سحارسا (به انگلیسی: Saharsa) یک منطقهٔ مسکونی در هند است که در Saharsa district واقع شده‌است. سحارسا ۱٬۶۸۷ کیلومتر مربع مساحت و ۲٬۵۷۳٬۸۷۹ نفر جمعیت دارد و ۴۱ متر بالاتر از سطح دریا واقع شده‌است.